# Ел Пасо (Илиноис)
Ел Пасо (енгл. El Paso) град је у америчкој савезној држави Илиноис. По попису становништва из 2010. у њему је живело 2.810 становника.

## Демографија
Према попису становништва из 2010. у граду је живело 2.810 становника, што је 115 (4,3%) становника више него 2000. године.
| Група             | 2000.         | 2010.         |
| Белци             | 2.652 (98,4%) | 2.703 (96,2%) |
| Афроамериканци    | 4 (0,1%)      | 17 (0,6%)     |
| Азијати           | 6 (0,2%)      | 20 (0,7%)     |
| Хиспаноамериканци | 19 (0,7%)     | 36 (1,3%)     |
| Укупно            | 2.695         | 2.810         |